# Liste des histoires de Conan
Cette liste recense les histoires de Conan le Barbare, personnage d’heroic fantasy créé par Robert E. Howard, et dont l’œuvre a été reprise par Lyon Sprague de Camp, Lin Carter et d’autres.

## Liste des histoires selon la chronologie de Conan
En décembre 1932 paraissait dans la revue Weird Tales la première aventure mettant en scène Conan le Cimmérien : The Phoenix on the Sword (en français dans Conan le libérateur aujourd’hui réédité sous le titre "le Phenix sur l'épée"). Aussitôt l'engouement fut total et appela d'autres récits. Robert E. Howard s'y attela et, au moment de sa mort en 1936, 18 histoires avaient été publiées. Plusieurs auteurs prirent le parti de "compléter" la saga, bien que ces récits ne fassent pas partie du "canon" et s'éloigne bien souvent des intentions de Robert E. Howard.
Voici établie la chronologie supposée des voyages de Conan[A]. Étant précisé que cette chronologie post mortem n'a de fait jamais reçu l'aval de Robert E. Howard.  Certains volumes n'ont jamais été traduits en français (excepté ceux écrits par Robert E. Howard de son vivant).
1. Conan à Venarium
(Harry Turtledove)
Conan a 15 ans et participe à la destruction de l'avant-poste Aquilonien de Venarium avec sa tribu.
2. Les Légions de la mort
(Lin Carter et Sprague de Camp dans Conan le Sabreur)
Conan a environ quinze ans et a déjà acquis le respect des guerriers de sa tribu. Contraint de fuir à la suite d'un différend, il rejoint une bande de combattants Aesirs et part avec eux à la conquête d'une citadelle hyboryenne. Il y connaît pour la première fois la sorcellerie et la captivité.
3. La Chose dans la crypte
(Carter et de Camp dans Conan)
Conan parvient à échapper aux geôles hyperboréennes et, poursuivi par des loups, se réfugie dans la tombe d'un héros oublié. Voulant lui voler son arme, il va devoir faire face à son refus.
4. Conan the Defiant
(Steve Perry)
Ce roman met en scène Conan contre un nécromancien alors qu'il est en route pour Arenjun.
5. La Tour de l’éléphant
(R.E. Howard dans Conan)
Dans son errance vers le sud, Conan arrive à Arenjun, la cité des voleurs en Zamora. Il se lance à l'assaut de la tour du grand prêtre Yara pour y dérober un joyau fabuleux : le « cœur de l'éléphant ».
6. Conan and the Sorcerer
(Andrew. J. Offutt)
Ce roman met en scène pour la première fois Isparana, avec laquelle Conan ira dérober l'œil d'Erlik. Premier volet de la trilogie d'Offutt.
7. Conan the Mercenary
(Andrew. J. Offutt)
Dans ce second volet, Conan va devoir récupérer son âme volée par le magicien Hissar, propriétaire de l'œil d'Erlik.
8. Conan et l’épée de Skelos
(Andrew. J. Offutt)
Troisième de la trilogie, il est lisible séparément. Isparana engage Conan pour qu'il l'accompagne à Zamboula, où règne le despote Akter Kan. Il pourrait y revendre l'œil d'Erlik… À noter que ce roman fut aussi édité sous le titre Conan le Brigand.
9. Conan the Magnificent
(Robert Jordan)
10. Conan the Invincible
(Robert Jordan)
Où l'on voit réapparaître Karela le Faucon rouge, une autre des femmes de Conan.
11. La Chambre des morts
(R.E. Howard dans Conan)
Quittant Zamora, Conan se dirige vers Zhadizar. Là, toujours en quête de larcins, il gagne les ruines de Larsha où, croit-il, repose un fabuleux trésor. Mais celui-ci a des gardiens terribles.
12. Conan l’indomptable
(Perry)
Un roman qui raconte le voyage de Conan vers Shadizar. Bien sûr, cela ne se déroule pas comme prévu, et les monts Karpash lui réservent de nouvelles mésaventures.
13. Le Dieu dans l’urne
(R.E. Howard dans Conan)
Dégoûté de tout ce qui a trait à la magie, Conan part vers le nord-ouest et arrive à Numilia où il redevient aussitôt voleur. Malheureusement pour lui, la sorcellerie est omniprésente sur son monde et il en fera de nouveau les frais…
14. Conan the Warlord
(Léonard Carpenter)
15. Le Rendez-vous des bandits
(R.E. Howard dans Conan)
Conan approche maintenant de ses dix-neuf ans. Il est plus expérimenté et prudent. Il se met en route vers le sud et arrive à Corinthia où il continue ses activités de voleur.
16. Conan the Victorious
(Jordan)
17. Conan the Champion
(John Maddox Roberts)
18. Conan the Unconquered
(Jordan)
19. La Main de Nergal
(Howard et Carter dans Conan)
Le Cimmérien quitte pour un temps son lucratif métier pour s'engager dans l'armée du roi de Turan. Il sera confronté une nouvelle fois à la magie, cette fois-ci utilisée dans des intrigues de Cour…
20. La Cité des Crânes
(Carter et de Camp dans Conan)
Conan quitte l'armée Turanienne et reprend sa route. Ses pas le mènent loin à l'est, au-delà du Khitaï. Il y rencontre Juma le noir avec lequel il défait le Dieu Vert.
21. Le Peuple des cimes
(Nyberg et De Camp dans Conan le Sabreur)
Nommé sergent, Conan devient émissaire du roi de Turan auprès des sanguinaires Khozars. Il va découvrir une race sur le déclin et son gardien.
22. La Malédiction du monolithe
(Carter et De Camp dans Conan le Cimmérien)
Conan est maintenant capitaine dans l'armée Turanienne. Les généraux du roi Yildiz, jaloux, lui confient les missions les plus périlleuses. L'une d'elles le ramène vers Khitaï et ses dieux monstrueux.
23. Le Dieu taché de sang
(Howard et de Camp dans Conan le Cimmérien)
Lassé des complots, Conan déserte pour partir sur la frontière orientale de Zamora à la recherche d'un trésor. Mais son gardien ne l'entend pas de cette oreille.
24. Conan le justicier
(De Camp)
Conan est capitaine dans l'armée de Turan, et il séduit la maîtresse de son commandant. Mais ce dernier surprend les amants et Conan doit le tuer. Le barbare fuit la ville et se retrouve à Yesud la cité du Dieu Zath, le Dieu Araignée…
25. Conan le valeureux
(Maddox Roberts)
Ce roman fait le récit du voyage qui va mener Conan vers sa Cimmérie natale. Les périls sur la route sont nombreux et l'arrivée n'est pas des plus tranquille. Conan luttera contre un mage Vendhyen et une sorcière Stygienne.
26. La Fille du géant du gel
(R.E. Howard dans Conan le Cimmérien)
Le Cimmérien regagne son pays natal afin de s'y reposer. Mais l'inaction lui pèse et il rejoint de nouveau les Aesirs. Malheureusement pour lui, le fantastique est également au rendez-vous.
27. Le Repère du ver des glaces
(Carter et De Camp dans Conan le Cimmérien)
Conan a 23 ans et repart à l'aventure. Il va être confronté au démon-bête des glaces.
28. Conan the Defender
(Jordan)
29. Conan le triomphant
(Jordan)
Conan dirige une compagnie de mercenaires engagés pour défendre l'un des nombreux prétendants au trône d'Ophir. Il va devoir se frotter au démon Al'Kiir, invoqué par Synelle.
30. La Reine de la Côte Noire
(R.E. Howard dans Conan le Cimmérien)
Gagnant le sud, Conan rencontre Bêlit, son alter ego féminin. En sa compagnie et celle de ses pirates, il part à la recherche d'un trésor perdu. La fin de cette aventure marquera le Cimmérien à jamais.
31. Conan le rebelle
(Poul Anderson)
Ce roman se situe en réalité en plein milieu de la nouvelle précédente. Bêlit et Conan tentent de sauver le frère de la pirate de l'esclavage. On y apprend l'histoire de la jeune femme.
32. La Vallée des femmes perdues
(R.E. Howard dans Conan le Cimmérien)
Conan est devenu Amra le seigneur des lions. Après la mort de Bêlit, le premier amour de sa vie, il s'enfonce à l'intérieur du continent noir. Il y deviendra chef de guerre des terribles Bamulas et se frottera aux amazones…
33. Le Château de la terreur
(Lin Carter et De Camp dans Conan le Cimmérien)
De nouveau seul, le barbare repart vers le nord. La nécessité et surtout la traque des lions l'obligent à se réfugier dans une étrange forteresse, seul vestige d'un peuple disparu.
34. Le Groin dans les ténèbres
(Howard, Carter et De Camp dans Conan le Cimmérien)
Incursion au royaume de Kush. Conan découvre que la sorcellerie est souvent liée aux luttes pour le pouvoir en côtoyant Tuthmes le nécromant.
35. Des éperviers sur Shem
(Howard et De Camp dans Conan le Flibustier)
Seul survivant d'une embuscade, Conan se lance à la poursuite de son instigateur afin de se venger.
36. Le Colosse noir
(R.E. Howard dans Conan le Flibustier)
Engagé de nouveau dans l'armée, le Cimmérien affronte un mystérieux sorcier mort-vivant aux pouvoirs fantastiques.
37. Ombres dans la nuit
(Carter et de Camp dans Conan le Sabreur)
Après sa victoire sur le sorcier Natokh, Conan est devenu général de l'armée de Khoraja. Cette fois il a pour mission de délivrer le roi Khossus des geôles d'Ophir.
38. Conan the Renegade
(Carpenter)
39. Des ombres dans la clarté lunaire
(R.E. Howard dans Conan le Flibustier)
Conan a pris la tête des Kozakis, mais ses hommes sont massacrés par l'armée Turanienne. Seul survivant, il s'échappe et tombe entre les griffes de la Fraternité Rouge, puis entre celles d'étranges statues métalliques vivantes.
40. La Route des aigles
(Howard et de Camp dans Conan le Flibustier)
Devenu chef des pirates de la Fraternité Rouge, le barbare se révèle encombrant pour le roi Yildiz qui dépêche ses galères contre lui et le vainc. En fuyant, Conan croise une expédition dépêchée pour libérer le frère du roi…
41. Une sorcière naîtra
(R.E. Howard dans Conan le Flibustier)
Conan a obtenu le commandement des armées de la reine Taramis de Khaman. Mais est-ce bien la véritable reine ? Le barbare sera crucifié puis rétablira la vraie Taramis sur le trône.
42. Larmes noires
(Carter et de Camp dans Conan le vagabond)
Conan part vers l'est avec les Zuagirs, il a alors 31 ans. Le nouveau roi Yezdigerd réagit à ses incursions et envoie ses troupes. Avant d'être rattrapé, il rencontrera une démone et ses guerriers morts-vivants.
43. Les Ombres de Zamboula
(R.E. Howard dans Conan le vagabond)
Conan se rend à Zamboula et devra sortir des griffes des cannibales.
44. Conan the Raider
(Carpenter)
Conan décide de piller la tombe d'un roi alors que celui-ci est encore vivant…
45. L’Étoile de Khorala
(Nyberg et de Camp dans Conan le Sabreur)
Conan se retrouve en possession d'une bague que l'on dit magique. Il se rend en Ophir afin de toucher sa récompense mais la contrée traverse une période troublée et le pouvoir de la pierre le surprend.
46. Le Diable d’airain
(R.E. Howard dans Conan le Vagabond)
Conan, détenteur de l'étoile de Khorala, se dirige vers l'ouest. Il y rejoint les Kozakis et s'allie avec la Fraternité Rouge pour combattre les armées de Turan.
47. Le Kriss
(Howard et De Camp dans Conan le Vagabond)
Le Cimmérien se met au service d'un des puissants rivaux de Yezdigerd, Kobad Shah, roi d'Iranistan. Il y affrontera une secte d'assassins fanatiques ayant à leur tête le Magus de Yezm.
48. Le Peuple du cercle noir
(R.E. Howard dans Conan l'Aventurier)
Quittant l'Iranistan pour les plaines de Vendhya, Conan devient chef des guerriers Afghuli. Première rencontre avec les membres du Cercle Noir, des sorciers aux pouvoirs fabuleux.
49. Conan the Marauder
(Maddox Roberts)
50. L’Ombre de Xuthal
(R.E. Howard dans Conan l'Aventurier)
Conan se range aux côtés d'Almuric, prince de Koth, dans sa rébellion contre Strabonus ; mais l'armée est mise en déroute vers Kush où elle se heurte aux Stygiens. Le Cimmérien fait partie des rares survivants.
51. Les Tambours de Tombalku
(R.E. Howard dans Conan l'Aventurier)
Conan fait la connaissance d'Almaric, un jeune soldat Aquilonien. Ils sont tous deux capturés par les nomades du désert et vont connaître la magie primordiale des Royaumes Noirs.
52. La Gemme dans la tour
(Carter et de Camp dans Conan le Sabreur)
Conan a rejoint les pirates Barachans qui avaient entendu parler de ses prouesses. À leur tête il va combattre un démon terrible, le gardien de Siptah.
53. Le Bassin de l’île aux géants
(R.E. Howard dans Conan l'Aventurier)
Le Cimmérien quitte les pirates et part à la nage en plein océan occidental. Il est recueilli par un navire et débarque sur une bien étrange île. À l'issue de cette aventure, s'emparant du navire de ses sauveteurs, il repart écumer les mers.
54. Conan le boucanier
(Carter et De Camp)
À la tête des pirates Zingarans, Conan écume les mers et les côtes des royaumes. Il va rencontrer les amazones noires de Nzinga et affronter un de ses ennemis mortels, Toth Amon de Stygie, sorcier de la secte des Adorateurs du Serpent. Il va également faire la connaissance du Vanir Sigurd qui l'accompagnera plus tard lors de son dernier voyage…
55. Les Clous rouges
(Howard et De Camp dans Conan le guerrier)
Conan a de nouveau rejoint une armée régulière et se trouve chargé de défendre un poste frontalier aux confins des Royaumes Noirs. Il y retrouve Valéria, une femme pirate, et, à sa suite, s'enfonce dans les terres. Une forteresse se dresse devant eux renfermant des mystères terrifiants.
56. Les Joyaux de Gwalhur
(Howard et De Camp dans Conan le Guerrier)
Valéria et Conan se séparent. Conan part à la recherche de joyaux fabuleux, les Dents de Gwalhur, cachés dans le royaume de Keshan.
57. La Déesse d’ivoire
(Carter et De Camp dans Conan le Sabreur)
Conan se dirige vers Punt en compagnie de Muriela, mais le Stygien Thutmeki est déjà là avec ses dieux et ses démons.
58. Au-delà de la rivière noire
(Howard et de Camp dans Conan le Guerrier)
Conan approche la quarantaine. Il rentre en Cimmérie mais tout a changé. Ses anciens compagnons ont fondé famille. Il repart et s'enrôle comme éclaireur sur la rive de la Rivière Noire, la frontière avec le pays Picte. Cette fois la magie qu'il affrontera sera proche de son univers barbare et la sauvagerie des Pictes rejoint la sienne.
59. Lunes de sang
(Carter et de Camp dans Conan le Sabreur)
Nouvelles aventures en pays Picte, cette fois à la tête d'un détachement. Conan et un autre capitaine s'enfoncent dans la province pour se renseigner sur les véritables intentions des sauvages et leur soif de conquête.
60. Le Trésor de Tranicos
(Howard, Carter et de Camp dans Conan l'Usurpateur)
Nommé général après la grande bataille de Vélitrium, Conan est rappelé à Tarantia la capitale. Mais ses faits d'armes ont éveillé la jalousie du roi Numénides qui l'emprisonne et le condamne à mort. Le Cimmérien s'échappe, franchit à la nage la Rivière du Tonnerre et s'enfonce en terre picte.
61. Conan le libérateur
(Carter et de Camp)
Conan est recueilli au large des côtes pictes par un navire transportant les chefs de la révolte contre Numénides. Il est choisi pour être à la tête de la rébellion. Ce roman est celui de son accession au trône d'Aquilonia.
62. Des loups sur la frontière
(Howard, Carter et de Camp dans Conan l'Usurpateur)
La guerre civile fait rage entre les partisans de Conan et ceux de Numénides. Ce récit est raconté par un soldat combattant aux côtés de Conan et qui survécut au conflit.
63. Le Phénix sur l’épée
(1re histoire écrite par Howard en 1932)
Conan est roi ; il a tué Numénides sur les marches du trône et s'est approprié la couronne. Il est maintenant au milieu de la quarantaine. Il va découvrir que la vie de monarque est loin d'être facile et va devoir déjouer un complot.
64. La Citadelle écarlate
(Howard complété par Carter et de Camp dans Conan l'usurpateur)
Une nouvelle menace pèse sur le Cimmérien : les rois de Koth et d'Ophir se liguent contre lui avec l'aide du Sorcier Noir. Conan lors de sa captivité se fera un allié singulier. Lui qui a toujours combattu la magie s'alliera à un magicien.
65. Conan le conquérant
(Howard et de Camp)
Le Cimmérien a maintenant quarante-six ans. Les complots pour le renverser se succèdent. Cette fois ses ennemis font appel à Xaltotun, un puissant sorcier mort depuis des siècles. Le roi déchu Conan fait la connaissance dans cette aventure de Zénobia qui, au péril de sa vie, lui viendra en aide.
66. Conan le vengeur
(De Camp et Nyberg)
Pour toucher le roi dans ce qu'il a de plus précieux, ses ennemis enlèvent la reine Zénobia (Tallulah en vf). L'adversaire du barbare est cette fois plus exotique puisqu'il s'agit d'un magicien démoniaque de Khitaï : Yah Chieng.
67. La Sorcière des brumes
(Carter et de Camp dans Conan l'Aquilonien)
Conan a presque soixante ans ; son ennemi de toujours, Thot Amon, avec l'aide d'un groupe de sorciers, les adeptes du Cercle Noir, s'attaque à lui et à son fils.
68. Le Sphinx noir de Nebthu
(Carter et de Camp dans Conan l'Aquilonien)
Conan et son fils s'enfoncent en Stygie accompagnés d'un druide adepte de la magie blanche pour mettre fin aux exactions des nécromants du Cercle Noir.
69. La Lune rouge de Zimbabwei
(Carter et de Camp dans Conan l'Aquilonien)
Magie, félonie et humains chevauchant des créatures fabuleuses sont au rendez-vous de Conan dans les territoires noirs du Zimbabwei.
70. Ombres dans un crâne
(Carter et de Camp dans Conan l'Aquilonien)
Le roi et le prince sont à la poursuite de Thot Amon. Ils devront l'affronter au bord du monde. Conan le vaincra pour venir en aide à son père en fâcheuse posture. Ainsi se termine le dernier combat.
71. Conan l’explorateur
(Carter et de Camp)
Ce roman met fin au cycle avec l'abandon du trône par le roi Conan. Zénobia est morte, Conan est devenu adulte. Las de la monotonie des contraintes de la Cour et du protocole, Conan quitte le trône, ses pas le mèneront par delà l'océan à la rencontre des descendants des Atlantes et de leur magie. Conan, déjà connu sous le nom d'Amra, devient Kukulcan et est élevé au rang de demi-dieu.
72. La taille et la sonde. (Laurent Mantese)  Conan a 80 ans désormais. Il doit faire face à une révolte mais aussi au poids des ans et de la maladie.

### Sources
A  Elle a été réalisée grâce aux études A Conan Chronology de Robert Jordan, Conan the Indestructible de Lyon Sprague de Camp et Gurps Conan USA.